# Feuerzangenbowle
Feuerzangenbowle () è una tradizionale bevanda alcolica germanica, spesso preparata nel periodo natalizio e per l'arrivo del nuovo anno.

## Storia
Letteralmente il termine si può tradurre come "punch con pinze infuocate". È una bevanda delle confraternite e delle associazioni studentesche che nel XIX secolo lo chiamavano anche Krambambuli, per il suo tipico colore rosso, dato dal liquore all'amarena proveniente da Danzica.
Questa particolare bevanda ebbe maggior successo quando nel 1933 uscì il romanzo Die Feuerzangenbowle, scritto da Heinrich Spoerl al quale seguì nel 1944 il film con l'attore principale Heinz Rühmann.

## Preparazione
Per la preparazione della bevanda serve un'attrezzatura del tutto simile a quella che serve per preparare la fonduta. La scodella è riempita però con vino rosso speziato con cannella, chiodi di garofano e bucce d'arancia (processo del tutto simile alla preparazione del vin brulé). A questo punto viene posta sulla sommità della scodella una Feuerzange (pinza da fuoco, dalla vaga forma di grattugia), su cui verrà appoggiato lo Zuckerhut (blocco di zucchero a forma di cono). Al blocco di zucchero, già impregnato di rum (preferibilmente ad altissima gradazione, almeno 54%), si dà fuoco, in modo tale che lo zucchero - caramellandosi - vada a cadere dentro il vino rosso sottostante che intanto si scalda con il sistema della fonduta. Naturalmente, più rum si andrà a versare sullo zucchero, maggiore gradazione avrà la bevanda finale.
Il prodotto finito può essere bevuto in normali tazze e ben caldo.